# Trichocera recondita
Trichocera recondita är en tvåvingeart som beskrevs av Jaroslav Stary 2000. Trichocera recondita ingår i släktet Trichocera och familjen vintermyggor. Inga underarter finns listade i Catalogue of Life.